# Petoprst
Petoprst (petoprsta, petolist, čičak meki,  lat. Potentilla), biljni rod od preko 500 vrsta trajnica i listopadnog grmlja iz porodice Rosaceae. Rod je danas rasprostranjen po svim kontinentima, od čega su samo neke vrste uvezene u Australiju. U Hrvatskoj potoji 30'tak vrsta i podvrsta
Poznatiji predstavnici ovog roda su bijeli petoprst, zlatnocvjetni petoprst,  sijedi petoprst, Clusiusov petoprst, Krantzov petoprst, triglavska ruža, Tomasmijev petoprst, puzavi petoprst i druge.
Sinonim  za ovaj rod je i Duchesnea (hrv. jagodnjača) u koji je uključivana indijska jagodnjača ili indijska jagoda Potentilla indica (sin. Duchesnea indica). 

## Vrste
Vidi Popis vrsta roda Potentilla.